# نیروهای دفاعی ایرلند
نیروهای دفاعی ایرلند (ایرلندی: Fórsaí Cosanta) مجموعه نیروهای مسلح ایرلند است، که از نیروی زمینی ایرلند و نیروی دریایی ایرلند تشکیل می‌شود.